# Gustaf von Horn
Gustaf von Horn, född Axel Gustaf L:son von Horn den 30 juni 1868 på Brynäs gård, Gävleborgs län, död den 15 januari 1940, var en svensk militär och författare. 
von Horn var kapten vid Kungliga Flottan och ordförande i Svenska släktstudiesamfundet 1933–1938. Medlem av Gotiska Gripens orden.
Han var från 1897 till sin död gift med Ingrid Kjellberg (1876–1947). Makarna von Horn är begravda på Galärvarvskyrkogården i Stockholm.

## Filmmanus
- 1925 – Skärgårdskavaljerer